# Kenny Grant
Kenneth Grant (* 16. März 1982 in Norrköping) ist ein schwedisch-US-amerikanischer Basketballtrainer und ehemaliger -spieler.

## Werdegang
Grant, dessen gleichnamiger Vater und dessen Onkel Kelly Grant Berufsbasketballspieler waren, wuchs neun Jahre in Frankreich auf. Er stammt von einer schwedischen Mutter und einem US-amerikanischen Vater ab. Auch Grants Schwestern Sandra und Katia spielten Basketball im Leistungsbereich.

### Spieler
Ab dem Alter von sieben Jahren erlernte er in Orthez die Grundlagen des Basketballspiels. Als Jugendlicher ging Grant für zwei Jahre in die Vereinigten Staaten, war in Manhasset (US-Bundesstaat New York) Schüler und Basketballspieler an der St. Mary's High School.
Im Spieljahr 2001/02 war Grant in den Vereinigten Staaten Student und Basketballspieler am Lafayette College sowie von 2002 bis 2006 am Davidson College. Seine Laufbahn als Berufsbasketballspieler begann er 2006 beim französischen Zweitligisten Nantes Basket Hermine. In Folge eines Abstechers nach Rumänien spielte Grant in seiner Heimatstadt für die Norrköping Dolphins und wurde 2010 schwedischer Meister.
Mit SLUC Nancy Basket wurde er 2011 französischer Meister. 2014 verließ Grant Nancy und die erste Liga Frankreichs, mit Roanne und Poitiers trat er in den folgenden Jahren in der zweiten Liga an. Zum Abschluss seiner Spielerlaufbahn war er 2017/18 Mitglied des französischen Viertligisten Le Cannet Côte d’Azur Basket.
Grant war schwedischer Nationalspieler.

### Trainer
Grant war als Assistenztrainer beim französischen Erstligisten Olympique d'Antibes, dann in der Nachwuchsabteilung von AS Monaco tätig. Hernach arbeitete er beim französischen Drittligisten USAP Basket Avignon – Le Pontet und bei ASC Denain-Voltaire in der zweiten Liga. In Denain war er zunächst Assistenztrainer, im März 2023 wurde er dort zum Cheftrainer befördert.
Im Spieljahr 2023/24 gehörte Grant in der Volksrepublik China zum Trainerstab der Liaoning Flying Leopards. Er arbeitete dort mit Trainer Hugo Lopez zusammen, unter dem er bereits Co-Trainer der schwedischen Nationalmannschaft gewesen war.
In der Sommerpause 2024 wurde er als neuer Cheftrainer des französischen Zweitligisten Aix Maurienne Savoie Basket vermeldet. In der Saison 2024/25 führte er Aix Maurienne unter die besten acht Mannschaften der Liga, was dem Verein in den vorherigen elf Jahren nicht gelungen war. 2025 wechselte Grant zum Erstligisten ESSM Le Portel.